# 東山県
東山県（とうざん-けん）は中華人民共和国福建省に位置する省直轄の県であり、しばらくの間、漳州市の代理管轄下に置かれている。

## 歴史
592年（開皇12年）、竜渓県に編入される。
686年（垂拱2年）、懐恩県に設置される。
741年（開元20年）、漳浦県に編入される。
1387年（洪武20年）、銅山守禦千戸所が設置される。
1530年（嘉靖9年）、詔安県に設置される。
1755年（雍正13年）、詔安県に編入される。
1916年、新たに東山県が設置され現在に至る。

## 地理
東山県は東山島及び44の島嶼からなる、総面積249平方キロメートルの県である。東山島は別名蝶島、陵島とも呼ばれ、福建省で二番目に大きな島である。亜熱帯海洋性気候に属する。

## 行政区画
下部に7鎮を管轄する
- 鎮
  - 西埔鎮、樟塘鎮、康美鎮、杏陳鎮、陳城鎮、前楼鎮、銅陵鎮

## 交通

### 道路
- 高速道路
  -  東山支線高速道路（中国語版）
- 国道
  - G357国道（中国語版）